# قربانی (فیلم ۱۹۹۱)
قربانی (به هندی: Kurbaan) فیلمی محصول سال ۱۹۹۱ و به کارگردانی دیپاک بحری است. در این فیلم بازیگرانی همچون سلمان خان، عایشا جولکا، سونیل دات، کبیر بدی، گلشن گروور، روهینی هاتانگادی ایفای نقش کرده‌اند.